# Christian Gottlieb Hommel
Christian Gottlieb Hommel (* 27. April 1737 in Wittenberg; † 2. Februar 1802 ebenda) war ein deutscher Rechtswissenschaftler.

## Leben
Geboren als Sohn des Wittenberger Notars Gottlieb Friedrich Hommel, immatrikulierte er sich am 9. Oktober 1753 an der Universität Wittenberg, wo er sich am 30. Juni 1760 das Examen zum Notar erwarb und am 20. Mai 1765 zum Lizentiaten und Doktor der Rechtswissenschaft promovierte. 1766 wurde ihm die ordentliche Professur der Pandeken (de Verborum Signif. Et Reg. Jur) und eine Beisitzerstelle an der Juristenfakultät übertragen.
Am 1. Mai 1787 wurde er Professor der Institutionen, rückte 1790 in die Professur für das Digestum infortiatum novum und 1796 in die für das Dignestum vetus auf. Im Nebenamt war Hommel seit 1787 Beisitzer des Wittenberger Hofgerichts und später Beisitzer des Wittenberger Konsistoriums. Hommel beschäftigte sich vorzugsweise mit dem Kirchenrecht, mit dem deutschen Privat- und Strafrecht. In den Sommersemestern 1795 und 1789 bekleidete er das Rektorat der Wittenberger Hochschule.

## Werkauswahl
- Dispvtatio Inavgvralis De Praefectvris Earvmqve Origine In Germania. Tzschidrich, Wittenberg 1765. (Digitalisat)
- Rectvm Sensvm Et Vsvm Paroemiae Germanicae das Kind gehört zur ärgern Hand Exponit. Tzschidrich, Wittenberg 1767. (Digitalisat)
- Dispvtatio Ivridica De Ivribvs Et Obligationibvs Praefectorvm Saxonicorvm In Ecclesiasticis. Gerdes, Wittenberg 1768. (Digitalisat)
- Dispvtatio Ivridica De Ivribvs Et Obligationibvs Praefectorvm Saxonicorvm In Viis Pvblicis.  Gerdes, Wittenberg 1768. (Digitalisat)
- Theses Ivris Criminalis De Cavsis Poenam Fvrti Ordinariam Exclvdentibus. Gerdes, Wittenberg 1771. (Digitalisat)
- De Ivribus Ecclesiae Creditricis Singvlaribvs In Mvtvo Vsvrario. Gerdes, Wittenberg 1771. (Digitalisat)
- Disputatio Iuris Ecclesiastici De Clerico Rerum Parochialium Locatore Et Laico Conductore. Gerdes, Wittenberg 1772. (Digitalisat)
- Clerico rerum et operarum conductore. Gerdes, Wittenberg 1773. (Digitalisat)
- Principia iuris ecclesiastici Protestantium ex iure inprimis Saxonico Electorali deprompta. Zimmermann, Wittenberg 1770. (Digitalisat)
- Theses Ivris Criminalis De Capite Damnatorvm Expensis Criminalibvs. Gerdes, Wittenberg 1771. (Digitalisat)
- Disputatio Iuridica De Delictis Molaribus Eorumque Poenis. Tzschidrich, Wittenberg 1774. (Digitalisat)
- De actionibus forensibus. 1769 als Herausgeber von Samuel Stryck
- Introductio in doctrinam act. Forensibus. 1780 als Herausgeber von Mencken